# Coryphopteris athyriocarpa
Coryphopteris athyriocarpa là một loài thực vật có mạch trong họ Thelypteridaceae. Loài này được (Copel.) Holttum mô tả khoa học đầu tiên năm 1976.